# Flugunfall bei Oudega
Der Flugunfall bei Oudega ereignete sich am 9. November 1966 auf einem Werksflug der Britten-Norman von Emden nach Southampton. Der Prototyp der Britten-Norman BN-2 Islander G-ATCT stürzte dabei nach einem Kontrollverlust bei Oudega in der heutigen niederländischen Gemeinde Súdwest-Fryslân ab. Bei dem Unfall kamen die beiden Insassen der Maschine ums Leben.

## Flugzeug
Bei der Maschine handelte es sich um den ersten je gebauten Prototypen des Typs Britten-Norman BN-2 Islander mit der Werknummer 1. Die Maschine wurde im Jahr 1965 im Werk von Britten-Norman endmontiert. Am 15. April 1965 wurde die Maschine mit dem Luftfahrzeugkennzeichen G-ATCT auf den Hersteller zugelassen. Am 12. Juni 1965 absolvierte die Maschine ihren Erstflug, welcher gleichzeitig auch der erste Flug einer Maschine vom Typ Britten-Norman BN-2 Islander war. Die Maschine wurde als Vorführmodell für Ausstellungen wie die Pariser Luftfahrtschau im Jahr 1965, aber auch für Präsentationsflüge eingesetzt. War die Maschine anfangs mit Kolbenflugtriebwerken des Typs Lycoming O-360 ausgestattet, so wurden diese später durch leistungsstärkere Triebwerke des Typs Lycoming O-540 ausgetauscht, wie sie später serienmäßig in Maschinen dieses Typs eingesetzt wurden. Das zweimotorige Zubringerflugzeug hatte bis zum Zeitpunkt des Unfalls 546 Betriebsstunden absolviert.

## Insassen
An Bord der Maschine befanden sich zwei Insassen, ein Pilot und ein Passagier. Der 46-jährige Pilot besaß außerdem Musterberechtigungen für die Flugzeugtypen De Havilland DH.89 Dragon Rapide und Avro Anson 652A. Er verfügte über 7.700 Stunden Flugerfahrung, wovon er 30 Stunden mit der BN-2 Islander absolviert hatte.

## Flugverlauf
Nachdem der Prototyp mehrere Demonstrationsflüge in Deutschland absolviert hatte, sollte er am 9. November 1966 zum Herstellerwerk nach Bembridge auf der Isle of Wight überführt werden. Der Positionierungsflug startete um 11:37 Uhr Ortszeit vom Flughafen Emden. Der Flug sollte nach Sichtflugregeln durchgeführt werden. Zwei Minuten nach dem Start nahm der Pilot Funkkontakt mit der Flugsicherung in Eelde auf und teilte dieser um 11.50 Uhr mit, dass er sich querab des Drehfunkfeuers von Eelde befinde und unter Sichtflugwetterbedingungen in einer Höhe von 1.500 Fuß die Wolkendecke überfliege. Zu diesem Zeitpunkt konnte der Pilot unmöglich freie Sicht auf das von ihm überflogene Gelände haben. Um 11:56 Uhr fragte der Pilot beim Fluginformationsdienst in Amsterdam an, ob ihm dieser einen radargestützten Flug durch den Kontrollraum des Flughafens Amsterdam-Schiphol ermöglichen könne. Dies wurde mit der Begründung, dass sich eine Radarverbindung nicht herstellen lasse, verneint. Um 12:09 Uhr wurde dem Piloten empfohlen, nach Eelde umzukehren, da die Wetterverhältnisse im Kontrollraum von Schiphol einen Sichtflug in 1.500 Fuß Höhe nicht zuließen. Nachdem er die Anweisung erhalten hatte, teilte der Pilot mit, dass er den Flug entsprechend seinem Flugplan fortsetzen werde.

## Unfallhergang
Als er sich um 12:20 Uhr in einer Flughöhe von 1.500 Fuß befand, teilte der Pilot der Flugsicherung mit, dass er westwärts aus dem Kontrollbereich von Schiphol ausfliegen werde. Dieser Funkspruch erfolgte, nachdem der Fluglotse den Piloten bestimmt noch einmal darauf hingewiesen hatte, dass dieser dem Kontrollbereich von Schiphol fernbleiben solle, da es unmöglich sei, den Bereich nach Sichtflugregeln in einer Höhe von 1.500 Fuß zu durchfliegen. Bei der späteren Rekonstruktion der durch die Maschine geflogenen Strecke zeigte sich, dass die Islander kurz darauf von ihrer Flugroute abgekommen war und den Flug auf einem Kurs von 40 Grad fortgesetzt hatte. Um 12:34 Uhr meldete sich der Pilot bei der Flugsicherung und teilte dieser mit, dass er gerade schwerwiegende Probleme mit dem Radiokompass habe. Er erbat, gelotst zu werden, doch die Flugsicherung konnte nach wie vor keine Radarverbindung mit der Maschine herstellen. Augenzeugen beobachteten daraufhin bei dem am IJsselmeer im Süden der Provinz Friesland gelegenen Dorf Rijs, wie die Maschine mehrfach bei Nebel und Regen in niedriger Höhe das Gebiet überflog. Um 12:40 Uhr meldete der Pilot nochmals Probleme mit dem Radiokompass und bat um einen radargestützten Anflug, doch die Flugsicherung konnte immer noch keinen Radarkontakt herstellen. Um 12:47 Uhr wurde der Flug in niedriger Flughöhe abgebrochen. Der Pilot ließ die Maschine steigen und meldete um 12:49 Uhr, dass er sich in einer Höhe von 3.000 Fuß befinde und unter meteorologischen Instrumentenflugbedingungen fliege und dass er ernsthafte Probleme mit den Fluginstrumenten habe. Die Flugsicherung erteilte ihm die Anweisung, die Flughöhe beizubehalten und einen Kurs von 200 Grad zu fliegen. Entgegen dieser Anweisung meldete der Pilot um 12:51 Uhr, dass er in einer Höhe von 5.000 Fuß und um 12:54 Uhr, dass er sich in 6.000 Fuß Höhe befinde. Um 12:55 Uhr fragte der Fluglotse den Piloten, ob die Maschine im Kreis fliege. Der Pilot antwortete bejahend. Der Fluglotse bestätigte den Erhalt des Funkspruches und äußerte, dass er davon ausgegangen war, die Maschine würde dem Kurs von 200 Grad folgen. Der Pilot antwortete darauf, dass er nicht in der Lage sei, einen Kurs zu halten. Kurz darauf tauchte die Maschine auf dem Flugüberwachungsradar auf. Der Lotse wies den Piloten an, eine Linkskurve zu fliegen. Der Pilot antwortete darauf erneut, dass er keinen Kurs beibehalten könne und dass Rechtskurven leichter zu fliegen seien. Um 12:58 Uhr erkundigte sich der Pilot nach der Höhe der Wolkendecke und fragte, ob es zwischen den Wolkenschichten Bereiche gebe, in denen er Sichtflugbedingungen antreffen könne. Als dem Piloten die Freigabe erteilt wurde, auf 8.000 Fuß zu steigen, überflog eine Maschine der Luftwaffe der Bundeswehr das Gebiet bei Spijkerboor in 10.000 Fuß und meldete, dass in dieser Flughöhe meteorologische Instrumentenflugbedingungen ohne Einschränkungen herrschten. Um 13:01 Uhr meldete der Pilot der Islander, dass er sich in 8.700 Fuß Höhe befinde und dass er versuche, die Maschine so schnell es geht steigen zu lassen, da er oben aus der Wolkenzone ausfliegen wolle. Dies war der letzte Funkspruch, der bei der Flugsicherung einging. Die Maschine konnte bis 13:09 Uhr auf dem Radarschirm geortet werden, danach verschwand sie von diesem. Gemäß dem Fluglotsen, der das Radar beobachtete, ließen die Bewegungen darauf schließen, dass die Maschine in den letzten zehn bis zwölf Minuten eine Reihe von zufälligen, engmaschigen Rechts- und Linkskurven geflogen war. Um 13:10 Uhr beobachteten Passanten nahe dem See Ringwiel bei dem Ort Oudega, wie Flugzeugtrümmer vom Himmel stürzten, von denen die meisten in den See fielen. Die Flugzeugtrümmer konnten später der BN-2 Islander G-ATCT zugeordnet werden.

## Ursachen
Berechnungen und physische Beweise ergaben, dass die Maschine im Steigflug in eine Höhe von mehr als 10.000 Fuß geflogen war. In diesem Gebiet sei sie in eine Wetterzone mit starken Vereisungsbedingungen und mäßigen bis starken Turbulenzen eingeflogen.
Die Unfalluntersuchung ergab, dass die Maschine nach einem Strukturversagen im Bereich der rechten Tragfläche abgestürzt war. Zu dem Strukturversagen sei es durch eine Überbelastung des Materials während eines schnellen Sinkfluges gekommen. Der Sinkflug sei vermutlich durch einen Kontrollverlust verursacht worden, als die Maschine in eine Zone mit starken Vereisungsbedingungen und Turbulenzen geflogen wurde, wobei die Maschine unter Bedingungen geflogen wurde, die weit über die im Lufttüchtigkeitszeugnis festgelegten, maximal zulässigen Betriebsbedingungen hinausgingen.